# نص الشعب اسمه محمد (مسلسل)
نص الشعب اسمه محمد هو مسلسل دراما مصري عرض في شهر رمضان عام 1446 هـ. المسلسل من إخراج عبد العزيز النجار وبطولة عصام عمر، هاجر السراج، مايان السيد، رانيا يوسف وشيرين.

## قصة العمل
يعيش (محمد) الذي يعمل مهندس تكييف حياة روتينية لدرجة الممل، ويحاول جاهدًا تغيير نمط حياته بأي طريقة ممكنة، بينما يقع في حب فتاتين مختلفتين تمامًا ويخطط للزواج منهما في نفس الوقت، لكنه يتورط في العديد من المشاكل التي يخبئها له القدر نتيجة أفعاله.

## طاقم التمثيل
- عصام عمر في دور «محمد»[5]
- شيرين في دور «ميرفت»
- رانيا يوسف في دور «فاطمة»
- مايان السيد في دور «سارة»
- محمد محمود في دور «حسن»
- محمد عبد العظيم في دور «سمير»[6]
- هاجر السراج في دور «مي»
- ألفت إمام في دور «منيرة - أم محمد»
- غادة إبراهيم في دور «سلوى»[7]
- دنيا سامي في دور «نجلاء»
- عبير فاروق في دور «أم صابرين»[8]
- منار عبد الحليم
- كريم سامي في دور «فادي»

## وصلات خارجية
- نص الشعب إسمه محمد على موقع IMDb (الإنجليزية)
- نص الشعب إسمه محمد على موقع قاعدة بيانات الأفلام العربية
- نص الشعب إسمه محمد على موقع قاعدة بيانات الفيلم (الإنجليزية)